# Szent arkangyalok templom (Kékesújfalu)
Az egykori kékesújfalui evangélikus templom, ma Szent arkangyalok ortodox templom műemlékké nyilvánított épület Romániában, Beszterce-Naszód megyében. A romániai műemlékek jegyzékében a BN-II-a-B-01638 sorszámon szerepel.

## Története
A templom a 15. század végén, 16. század elején épült, amikor a falu az Apafi-család birtoka volt. A reformáció során a gyülekezet lutheránussá vált. 1930-ban a hívők többsége a közeli Szászlekencére költözött. 1937-ben a templomot az ortodox egyház vásárolta meg. Az új ortodox templom felépülését követően használaton kívül áll.